# Ferdinando Russo
Ferdinando Russo (Napoli, 25 novembre 1866 – Napoli, 30 gennaio 1927) è stato un poeta italiano, noto soprattutto come autore di canzoni napoletane.

## Biografia
Figlio di Gennaro, ufficiale del dazio, e di Cecilia De Blasio, non completò gli studi ed entrò come correttore di bozze alla Gazzetta di Napoli, fondando nel 1886 Il Prometeo, un periodico letterario e poi, abbandonato il giornale, entrò a lavorare al Museo Archeologico Nazionale di Napoli.
Si impose come giornalista per la vita quotidiana della città, che descrisse nei suoi articoli oltre che nelle sue poesie, ma ebbe successo anche nel mondo della canzone prima come autore di svariate macchiette come  'O cantastorie e L'elegante, (quest'ultima interpretata dal cantante molto in voga in quel periodo, Nicola Maldacea) e poi raggiungendo la celebrità con la canzone Scetate (1887).
Avviò una proficua collaborazione con alcuni musicisti come  Mario Pasquale Costa,  Salvatore Gambardella, Rodolfo Falvo, Vincenzo Valente ed Emanuele Nutile, con i quali produsse canzoni napoletane di successo come Mamma mia che vuò sapè, Serenata a Pusilleco, Tammurriata Palazzola. Scrisse la prefazione all'opera del poeta armeno Hrand Nazariantz I trovieri dell'Armenia nella loro vita e nei loro canti..
Non andò mai d'accordo con Salvatore Di Giacomo del quale fu anzi rivale, fu criticato sovente da Benedetto Croce, ma ammirato da Giosuè Carducci che volle incontrarlo nel 1891 a Napoli.
Nel 1902 sposò a Bologna Elisa Rosa Pennazzi, ma il matrimonio, anche a causa della ossessiva gelosia della donna, naufragò. Nel 1913 fondò la rivista letteraria Vela latina che rimase attiva fino al 30 maggio 1918.
Tra le sue raccolte poetiche vanno ricordate, in ordine di pubblicazione: Poesie napoletane (1910), Villanelle napoletane (1933) e la postuma Suspiro 'e Pulcinella.
Famoso anche per una dura critica all'Unità d'Italia e allo Stato unitario, che lo costrinse a difendersi varie volte in tribunale per ripetute accuse di vilipendio alle istituzioni. Scrisse pure molte poesie ritenute indecenti e scabrose per via del linguaggio e dei temi trattati.
Morì nel 1927 nella sua casa di via Cagnazzi, mentre scriveva i versi di una nuova canzone napoletana.
Nonostante i contrasti avuti in vita, alla sua morte apparirono a firma di Salvatore Di Giacomo su "il Mezzogiorno", quotidiano napoletano, queste commoventi battute: «O mio caro, amatissimo Ferdinando, addio dunque: addio, fratello mio generoso e buono; addio, sincero amico, eterno fanciullo a cui sorrise l'eterna poesia». Le sue spoglie riposano presso il cimitero di Poggioreale.

## Opere
- Scètate (1887; Musica: Mario Costa; Edizione: Società Musicale Napoletana)
- 'O libro d' 'o turco (1890)
- 'N paraviso (1891)
- O cantastorie (1895)
- Serenatella nera (1899; Salvatore Gambardella e Eduardo Di Capua; Casa Editrice Ferdinando Bideri)
- Lo spadaccino. I tre crisantemi (1901)
- La camorra. Origini, usi, costumi e riti dell'annorata soggietà, (Coautore: Ernesto Serao, 1907 Biblioteca Varia Bideri)
- Memorie di un ladro (1907)
- Il destino del re (1908)
- Poesie napoletane (1910)
- 'O Luciano d' 'o Rre", (1910; Editore Bideri) (Romanzo di posizioni anti-unitare)
- Quanno tramonta ‘o sole (1911; Musica: Salvatore Gambardella)
- Il gran Cortese (1913)
- Il poeta napoletano Velardiniello e la festa di S. Giovanni a mare (1913)
- La civetta (1916)
- I ricordi del fante di picche (1919)
- Il tesoro della regina (1919)
- 'O surdato 'e Gaeta, (1919; Editore Bideri) (Intervista a un soldato borbonico presente all'assedio di Gaeta(assedio svoltosi nel 1860, intervista del 1900) di chiare posizioni anti-unitarie.[3]
- Mamma mia che vò sapè' (1919; Musica: Emanuele Nutile; Edizione: Izzo)
- Luciella Catena (1920)
- Paranza scicca (1921)
- Il mio amico Landru (1927)
- Villanelle napoletane (postumo, 1933)
- Suspiro 'e Pulcinella (postumo, 1951)